# Йохан Петер Хебел (награда)
Литературната награда „Йохан Петер Хебел“ (на немски: Johann-Peter-Hebel-Preis) на Министерството за наука, изследвания и изкуство, провинция Баден-Вюртемберг, се присъжда от 1974 г. на всеки две години, а преди това – ежегодно. След Възпоменателната награда „Шилер“ наградата „Йохан Петер Хебел“ е най-значителната литературна награда на тази провинция. Първоначално е учредена през 1935 г. от Културното министерство на Баден и за първи път е присъдена през 1936 г.
Отличието се дава на писатели, преводачи, есеисти, медийни дейци или учени, които в публицистичното си творчество са свързани с алеманското езиково пространство или с писателя Йохан Петер Хебел.
Наградата е в размер на 10 000 €.

## Носители на наградата (подбор)
- Алберт Швайцер (1951)
- Мартин Хайдегер (1960)
- Гертруд Фусенегер (1969)
- Мари Луизе Кашниц (1970)
- Курт Марти (1972)
- Ерика Буркарт (1978)
- Елиас Канети (1980)
- Петер Биксел (1986)
- Михаел Кьолмайер (1988)
- Маркус Вернер (2002)
- Арно Гайгер (2008)
- Арнолд Щадлер (2010)
- Лукас Берфус (2016)
- Кристоф Мекел (2018)